# Frédéric Lazard
Frédéric Lazard (Marsella, 20 de febrer de 1883 – Le Vésinet, 18 de novembre de 1948) fou un mestre, periodista, i compositor d'escacs francès. Era el germà petit de Gustave Lazard.

## Resultats destacats en competició
Va viure a París, on hi va participar en molts torneigs locals. Hi fou dos cops 4t el 1905, empatà al 3r lloc el 1908, fou 3r (el campió fou Arnold Aurbach) el 1909, empatà al 2n lloc rere H. Weinstein el 1909, guanyà per davant d'Amédée Gibaud el 1910, empatà al primer lloc amb Aristide Gromer el 1912, fou 4t el 1914, i empatà al 2n lloc, rere Alphonse Goetz, a Lió 1914.
El 1912, va empatar un matx amb Gibaud (3–3), i perdé contra Edward Lasker (0.5–2.5). El 1913, empatà amb Smirnov (1.5–1.5).
Després de la I Guerra Mundial, va guanyar a París 1920, fou 2n a París 1922 (Triangular, el campió fou André Muffang), representà França a la I Olimpíada d'escacs no oficial a París 1924, fou 9è a Estrasburg 1924 (Campionat de França, el campió fou Robert Crépeaux), empatà als llocs 2n-3r a Niça 1925 (Campionat de França, el campió fou Crépeaux), fou primer ex aequo amb André Chéron a Biarritz 1926 (Campionat de França), fou 13è al Campionat de París de 1927 (el campió fou Abraham Baratz), empatà als llocs 10è-11è al Campionat de París de 1928 (el campió fou Baratz), fou 7è a París 1929 (el campió fou Savielly Tartakower), empatà als llocs 3r-5è al campionat de París de 1930 (el campió fou Josef Cukierman), i fou 10è a París 1933 (el campió fou Aleksandr Alekhin).
Va publicar un llibre d'escacs: Mes problèmes et études d'échecs (1928).